# Schloss Bärenklau

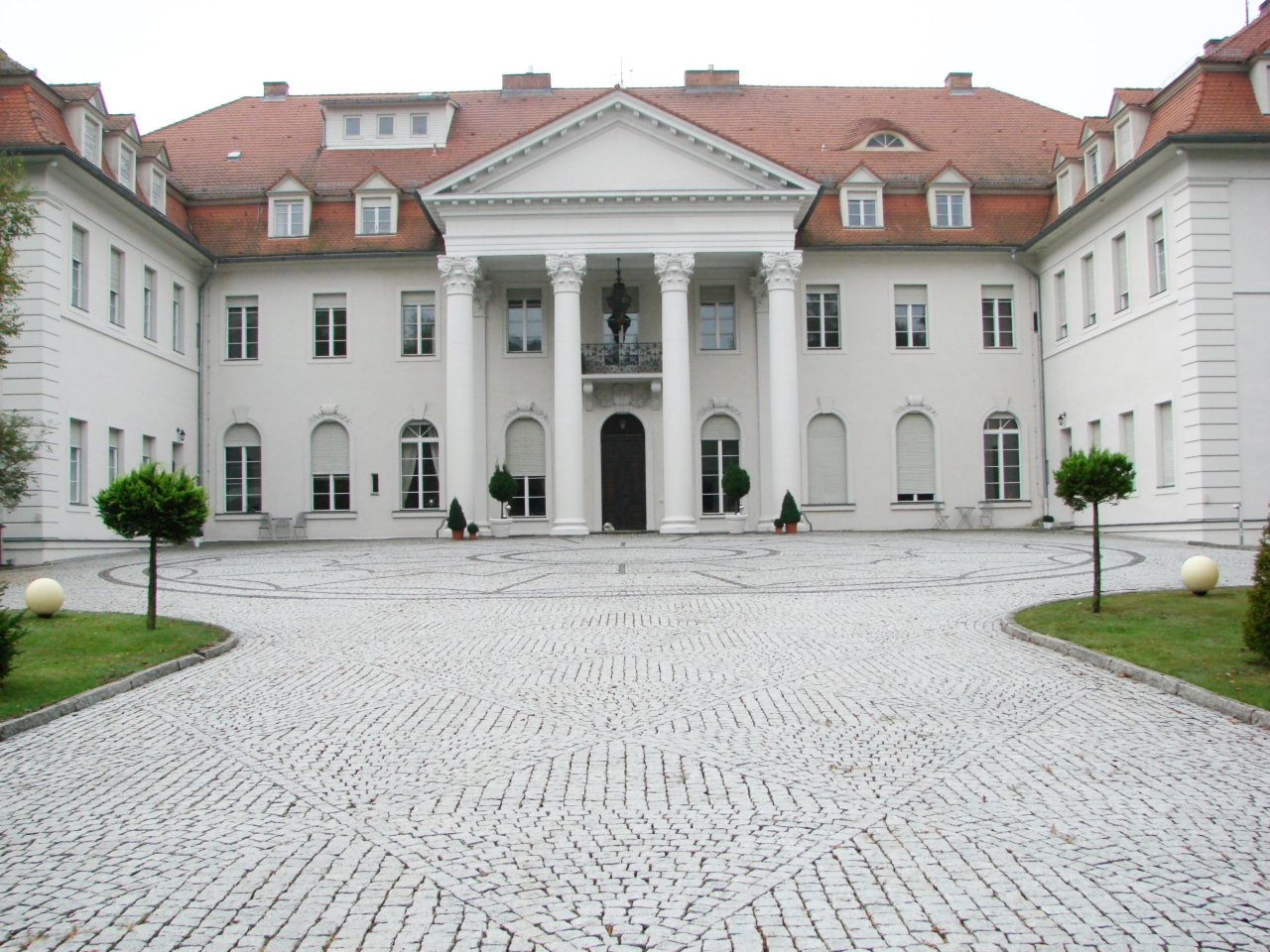
Schloss Bärenklau (2014)

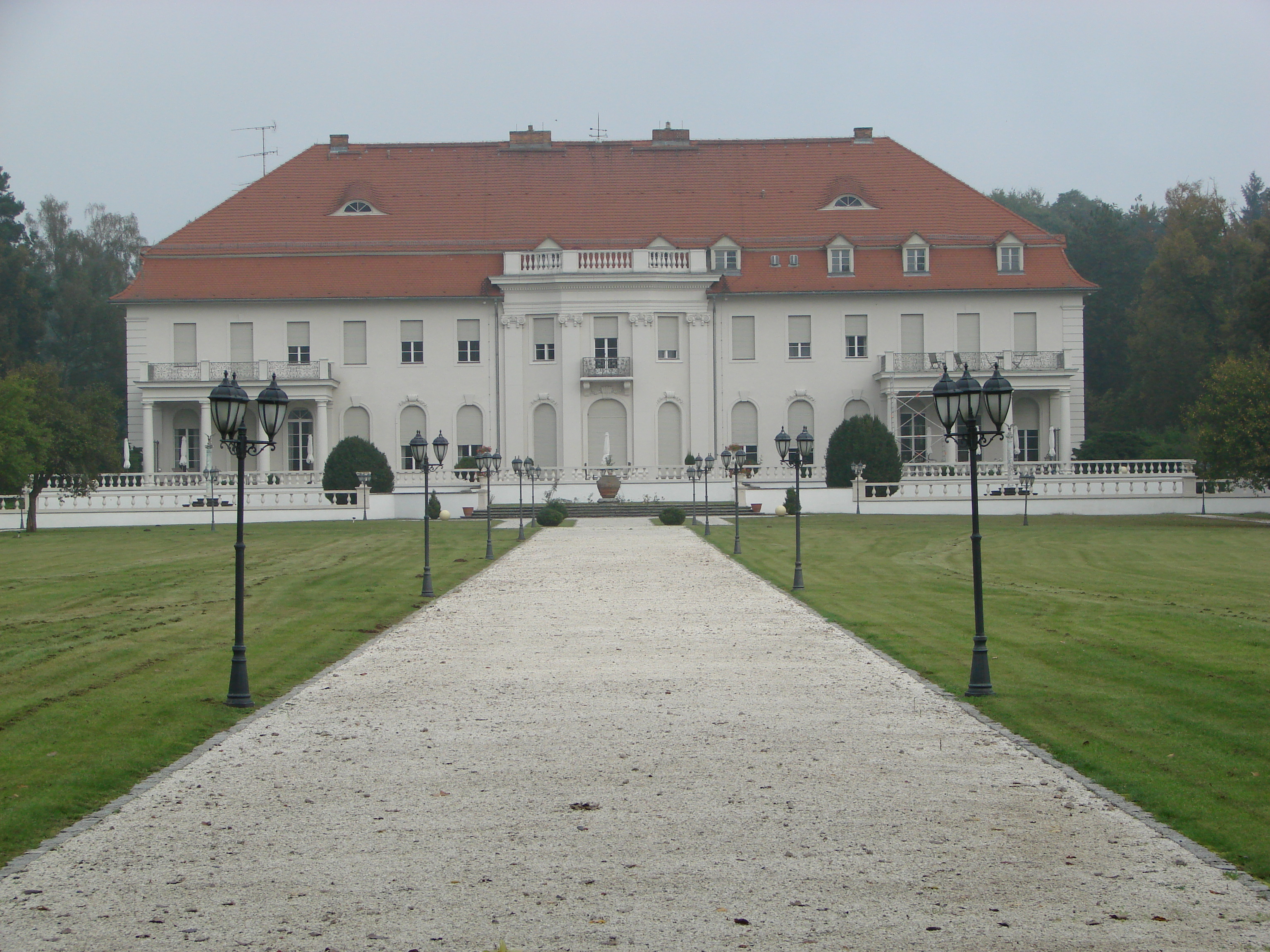
Ansicht vom Schlosspark aus (2014)

Das Schloss Bärenklau ist ein Herrenhaus im Ortsteil Bärenklau der Gemeinde Schenkendöbern im Landkreis Spree-Neiße in Brandenburg. Es wurde zwischen 1928 und 1930 für den Gubener Tuchfabrikanten Ernst C. Lehmann errichtet und ist ein eingetragenes Baudenkmal in der Denkmalliste des Landes Brandenburg.

## Geschichte
Das Rittergut Bärenklau wurde bereits 1295 urkundlich erwähnt. Nach einer Vielzahl an Besitzerwechseln – zwischen 1517 und 1917 war das Gut im Besitz von 37 unterschiedlichen Familien – kaufte der aus Berlin stammende Regierungsrat Hugo Hardy das Gut. Im Jahr 1922 verschenkte Hardy das Gut Bärenklau an seine minderjährige Tochter, unter deren Namen das Gut im Mai 1926 für einen Preis von 45.000 Reichsmark an den Rittmeister a. D. und Tuchfabrikanten Ernst C. Lehmann aus Guben, der auch Gutsbesitzer in Beitsch war, verkauft wurde. Zwischen 1928 und 1930 ließ Lehmann einen Landsitz auf dem Gutsgelände errichten, wohin er nach dessen Fertigstellung seinen dauerhaften Wohnsitz verlegte.
Federführender Architekt beim Bau des Schlosses Bärenklau war Alfred Breslauer, der von seinem Geschäftspartner Paul Salinger unterstützt wurde. Ernst C. Lehmann fiel im Zweiten Weltkrieg, sein Sohn verließ das Gut Bärenklau im April 1945 auf der Flucht vor sowjetischen Truppen. Die Familie Lehmann wurde nach Kriegsende enteignet und das Land im Zuge der Bodenreform in der Sowjetischen Besatzungszone auf Neubauern verteilt. Das Schloss kam in den Besitz des Freien Deutschen Gewerkschaftsbundes (FDGB), der das Gebäude von 1950 bis 1955 als Gewerkschaftsschule und anschließend als Schulungsheim für die IG Post und Fernmeldewesen nutzte. Ab 1956 befand sich in dem Gebäude das Genesungsheim „Georgi Dimitroff“ für Geschwulstkranke.
Nach der Wiedervereinigung stand das Schloss zunächst leer, im Jahr 1999 kam es in Privatbesitz. Anfang 2021 wurde das Schloss von der Schloss Bärenklau GbR gekauft. Es ist seitdem Sitz der Living Bauhaus Kunststiftung SbR und wird als Ausstellungsraum und Kunstsammlung genutzt.

## Architektur
Das Schloss Bärenklau ist eine zweigeschossige Dreiflügelanlage im Stil des Neobarock unter Mansarddächern, die auf der Nordseite einen Ehrenhof umgibt. Der Querflügel von neun Achsen hat am Eingangsbereich einen Portikus aus vier Säulen mit korinthischen Kapitellen, die einen Dreiecksgiebel stützen. Die hohen Fenster im Erdgeschoss sind rundbogig mit Schlusssteinen beziehungsweise blumengeschmückten Voluten. Das im Tympanon über der Eingangstür vorhandene Wappen des Bauherren ist nicht mehr vorhanden. Über dem Eingang befindet sich des Weiteren ein kleiner Balkon. Die Seitenflügel sind schlichter gestaltet mit rechteckigen Fenstern, aber Eckrustizierungen und einem Sohlbankgesims. Die Südseite des Schlosses mit fünfzehn Achsen hat einen leicht ausschwingenden dreiachsigen Mittelrisalit mit vier Pilastern, einer zweiflügeligen Fenstertür zur Terrasse und einem kleinen Balkon. Die Oberkante des Risaliten wird durch eine massive Balustrade abgeschlossen. In den drei äußeren Achsen sind jeweils Balkone angeordnet.
Die historische Gestaltung des Innenraumes ist auch durch Instandsetzungsarbeiten während der DDR-Zeit weitgehend erhalten. Hinter dem Haupteingang schließt sich eine Halle mit Treppenhaus und dem dahinter liegenden Gartensaal an. Das Schloss hat mehrere große repräsentative Räume; teilweise mit Holztäfelung und Kaminen.